# Tolerantie (numismatiek)
De tolerantie (Engels: tolerance remedy, Frans: tolérance, Duits: Toleranz) of remedie genoemd in de numismatiek, is de mate waarin het gewicht van een munt mag afwijken (naar boven of naar beneden) van het wettelijk vastgestelde gewicht.